# Bữa tối Giáng sinh

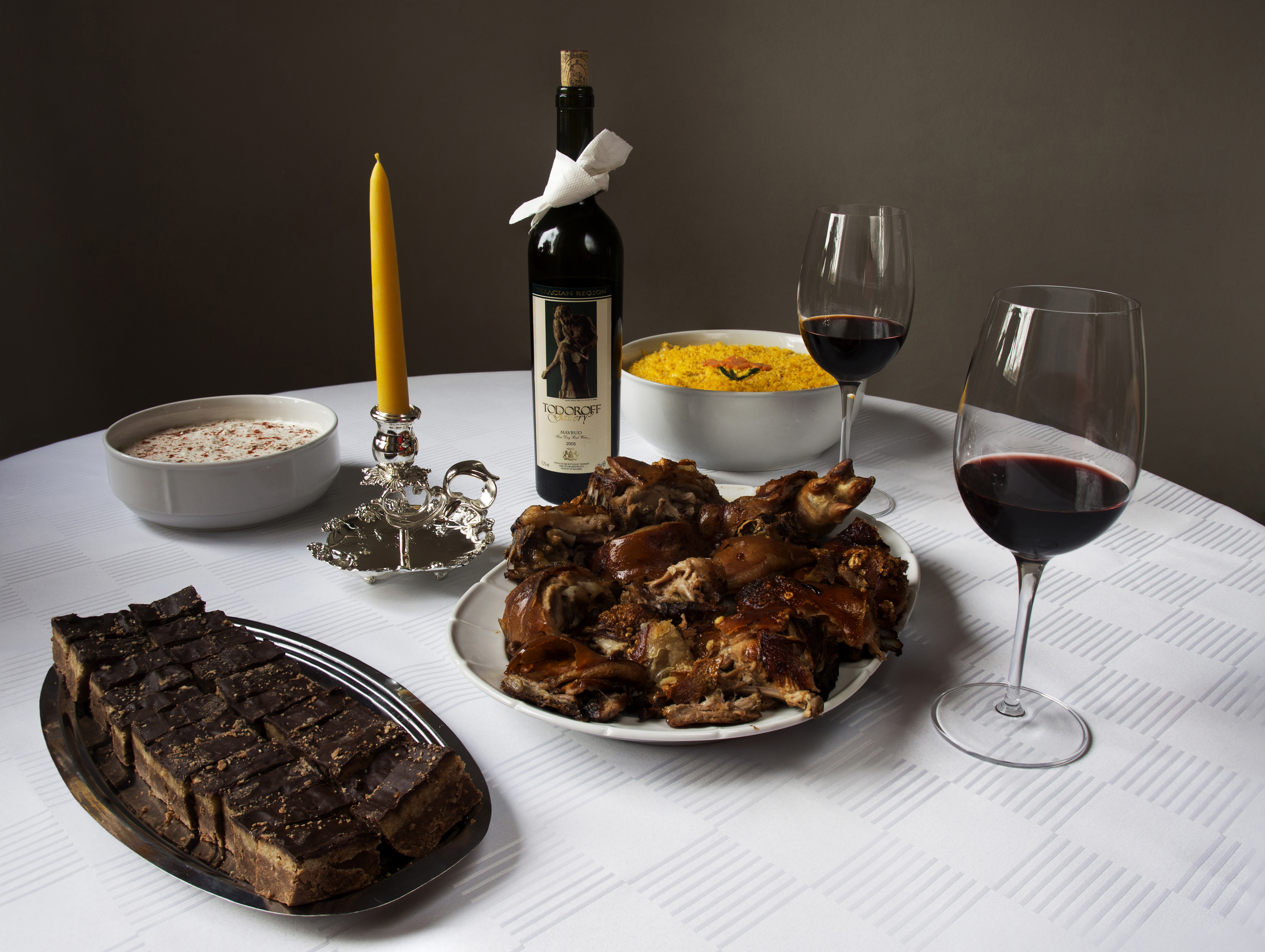
Một bữa ăn tối Giáng sinh ở Serbia

Bữa tối Giáng sinh (Christmas dinner) hay bữa tiệc đêm Giáng sinh  là một bữa ăn theo truyền thống được bày biện và thưởng thức vào lễ Giáng sinh. Bữa ăn hay bữa tiệc này có thể diễn ra bất cứ lúc nào từ tối đêm Giáng sinh (Đêm vọng Lễ Giáng Sinh) đến tối chính vào ngày lễ Giáng sinh. Các bữa ăn vào đêm Giáng sinh thường đặc biệt phong phú và thịnh soạn, theo truyền thống của lễ kỷ niệm những ngày lễ của Cơ đốc giáo, và là một phần quan trọng của các cuộc tụ họp được tổ chức để kỷ niệm khi mùa Giáng Sinh đến. Trong nhiều hoàn cảnh, có một yếu tố nghi lễ trong bữa tiệc liên quan đến việc cử hành tôn giáo, chẳng hạn như lời chúc phúc lành và cầu nguyện ân điển.
Các món ăn trong bữa tiệc Giáng sinh được bày biện khác nhau ở các nơi khác nhau trên thế giới với các món ăn vùng miền và truyền thống địa phương. Ở nhiều nơi trên thế giới, đặc biệt là các thuộc địa cũ của Anh, bữa ăn có một số mối liên hệ với bữa tối Giáng sinh của người Anh truyền thống với các món đặc trưng gồm thịt nướng và bánh pudding. Bánh pudding Giáng sinh và bánh Giáng sinh đã phát triển từ truyền thống này. Ở những quốc gia không có truyền thống Kitô giáo lâu đời, bữa ăn Giáng sinh có thể bị ảnh hưởng nhiều hơn từ nền văn hóa đại chúng, thí dụ như Nhật Bản, nơi người ta thích dùng bữa tiệc Giáng sinh truyền thống theo kiểu phương Tây bằng những đơn đặt hàng món gà rán KFC

## Các món

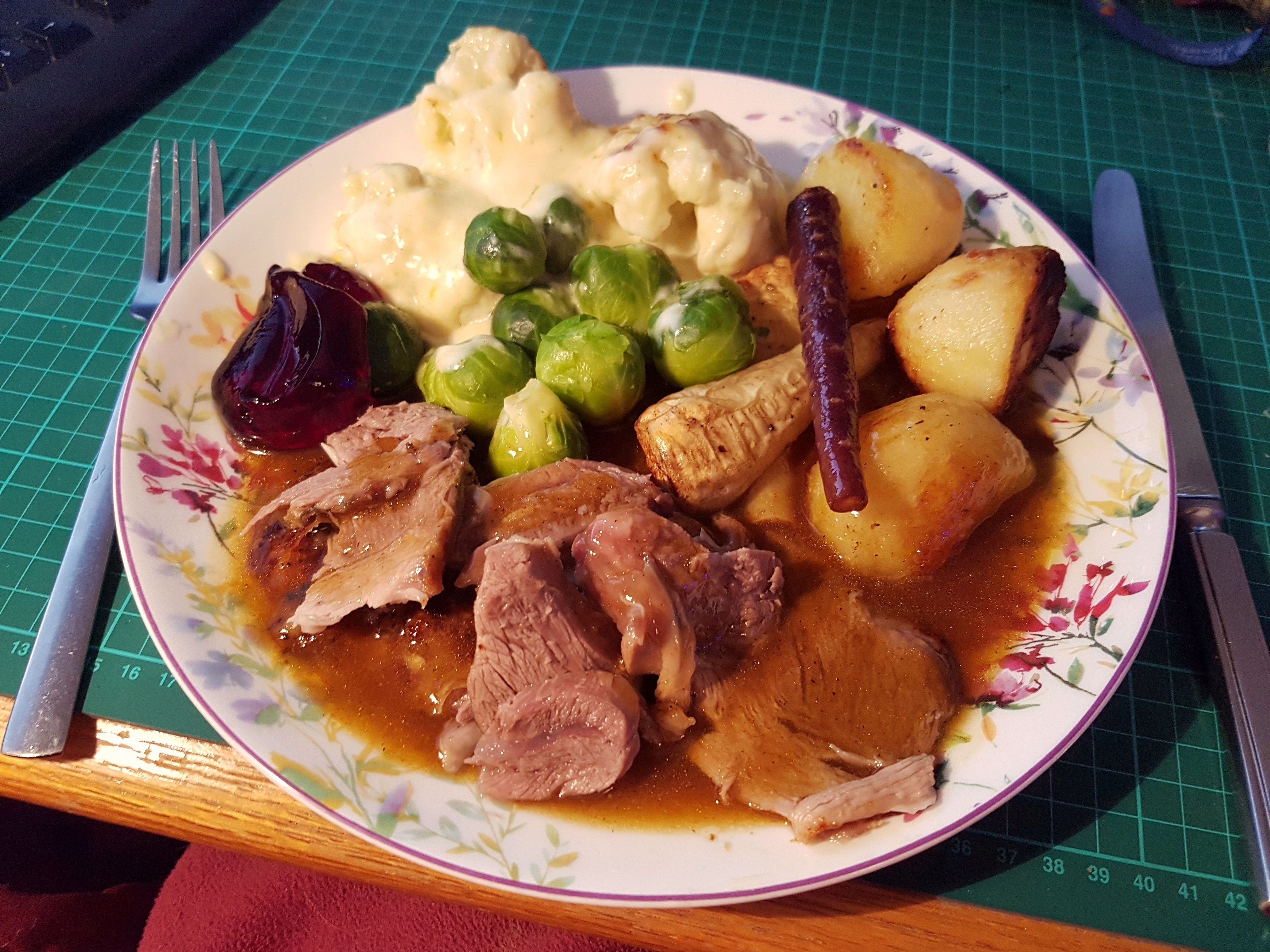
Một món ăn đêm Giáng sinh

Một số món ăn phổ biến trong bữa tối Giáng sinh:
- Đùi heo nướng, sốt mứt trái cây là món ăn được người phương Tây yêu thích. Đùi heo đươc sử dụng thường là đùi hun khói bán sẵn trong các siêu thị, người nội trợ sẽ rưới lên đùi heo sốt mứt trái cây, có thể là mứt táo, mứt đào, mứt cam, trộn thêm chút mù tạt hoặc gia vị cay tùy thích.
- Gà nhồi ướp thảo mộc như là biểu tượng cho những bữa tiệc cuối năm như lễ Tạ Ơn, Giáng sinh, tiệc năm mới. Người phương Tây không ăn nội tạng của gà, nên phần bụng được làm sạch, để rỗng, sau đó nhồi nhân gồm những nguyên liệu như vụn bánh mì, hành, thảo mộc, các loại hạt. Lớp bên ngoài được quét mật ong, bơ, các loại gia vị tạo hương. Sau đó, nguyên con gà sẽ được nướng trong lò đến khi chín, có lớp da nâu thẫm.
- Khoai tây nghiền là món trên bàn tiệc Giáng sinh. Khoai tây được luộc nhừ sau đó nghiền mịn.
- Bánh táo nướng là món tráng miệng, ngoài cốt bánh gato, những nguyên liệu như táo cắt lát, bột quế, muối là phần quan trọng của món bánh này.
- Salad trái lê là món khai vị trong mỗi bữa tiệc. Salad lê với những miếng lê cắt mỏng, thanh, không gọt vỏ trộn cùng rau mầm, thêm chút phô mai vụn cùng quả óc chó xay, tạo nên món khai vị cho bữa tiệc.